# Rudolf Hoernes

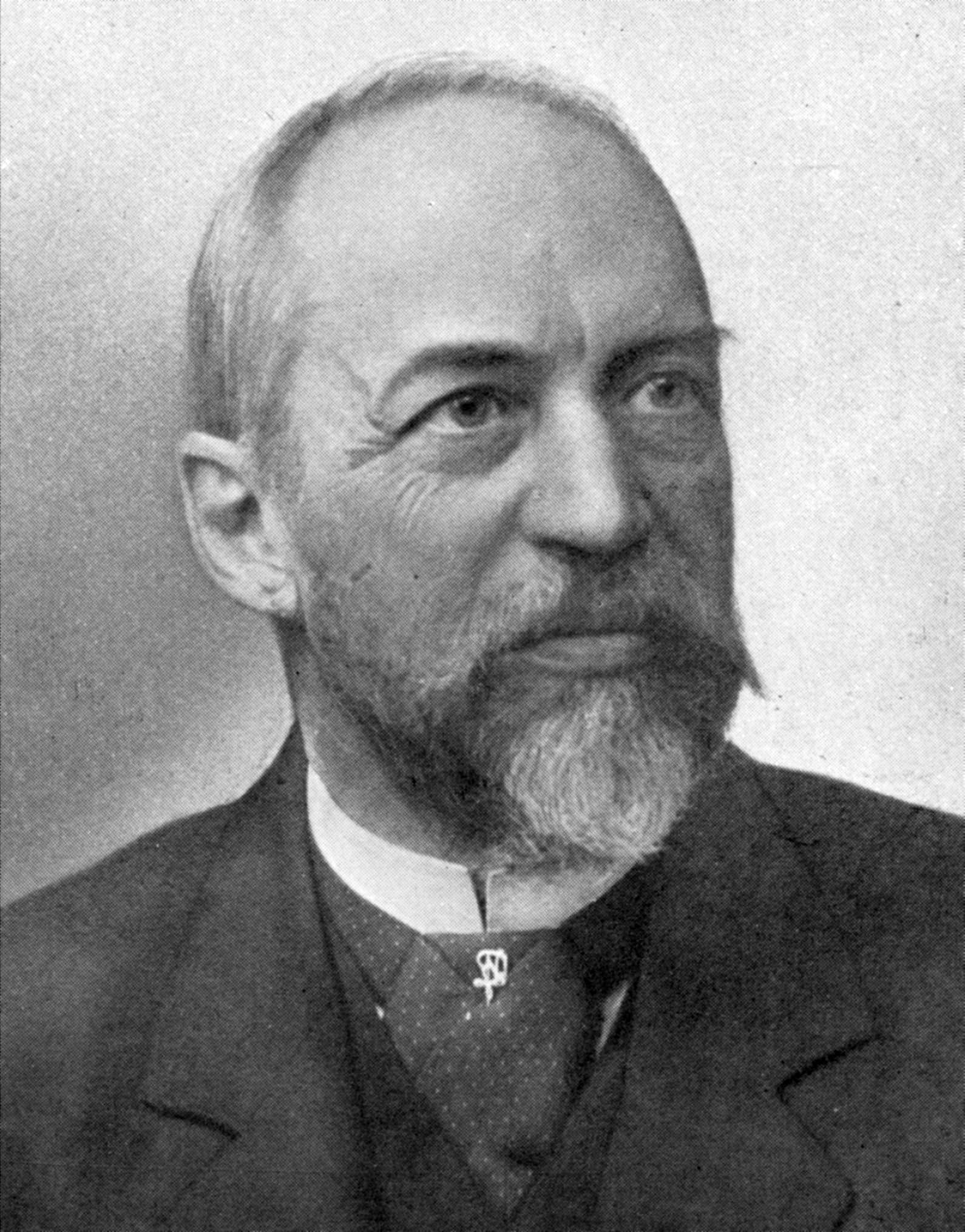
Rudolf Hoernes.

Rudolf Hoernes, född 7 oktober 1850 i Wien, död 20 augusti 1912 i Judendorf vid Graz, var en österrikisk geolog och paleontolog. Han var son till geologen Moriz Hoernes och bror till arkeologen Moriz Hoernes.
Hoernes var lärjunge till Eduard Suess och blev 1876 extra ordinarie och 1883 ordinarie professor i geologi och paleontologi vid universitetet i Graz. Han gjorde sig känd för sina 1878 publicerade studier över jordbävningar, i vilka han föreslog en klassifikation av dessa i sättnings-, vulkaniska och tektoniska jordbävningar. År 1893 publicerade han en detaljerad textbok om jordbävningsteori (Erdbebenkunde) ur geologisk synvinkel.